# Revoluție

Căderea Bastiliei, 14 iulie 1789 în timpul revoluției franceze.

O revoluție (din latină: revolutio = „schimbare de sens”) este o schimbare politică semnificativă care are loc de regulă într-o perioadă relativ scurtă de timp. Prin extensie, o revoluție poate avea loc pe domeniile socioeconomic, cultural, industrial, intelectual, filozofic, religios, informațional, științific ș.a.
Revoluțiile se pot combina, precede sau succede una pe alta.

## Revoluție politică
Revoluția politică înseamnă schimbarea orânduirii sociale într-un timp relativ scurt, prin mijloace mai mult sau mai puțin violente și prin participarea păturilor largi ale populației. Datorită acestei condiții din urmă, revoluțiile pot avea loc numai în societățile în care masele au o conștiință socială mai dezvoltată. De aceea, în antichitate sau în evul mediu nu se vorbește de revoluții politice, ci de revolte sau răscoale. Revoluțiile politice apar în perioada de trecere de la feudalism la capitalism, sau direct de la feudalism la socialism (în cazul unor țări asiatice), sau de la capitalism la socialism (considerat din punct de vedere teoretic prima fază a comunismului).
Cele mai mari revoluții politice au fost: revoluția burgheză din Anglia între 1640-1688, revoluția americană, revoluția franceză între 1789-1799, revoluțiile europene din 1848, revoluția socialistă din Rusia din 1917 ș.a. Din punctul de vedere al României, un rol deosebit a avut revoluția din decembrie 1989, care a asigurat răsturnarea dictaturii comuniste și trecerea de la un socialism despotic la democrație și economie de piață, trăsături ale societăților capitaliste moderne.